# Archibald MacKinnon
Archibald MacKinnon (født 13. januar 1937 i Cranbrook) er en canadisk tidligere roer og olympisk guldvinder.
MacKinnon begyndte med at ro i otter, men som en del af denne træning blev han sammen med Lorne Loomer, Walter D'Hondt og Donald Arnold sat til at ro i firer uden styrmand, og denne besætning stillede op ved OL-udtagelsesløbene i denne bådtype. Til alles overraskelse vandt de udtagelsen og drog derpå til OL 1956 i Melbourne. Canadierne vandt både deres indledende heat og semifinalen i bedste tid, og i finalen var de overlegne og sejrede med næsten ti sekunders forspring til USA og Frankrig på henholdsvis sølv- og bronzepladserne. Det var den første canadiske OL-guldmedalje i roning nogensinde.
Det var dog fortsat otteren, der var den store plan for MacKinnon og hans kammerater. I 1958 vandt Canada i denne båd Commonwealth-mesterskabet, og de blev nummer to i det panamerikanske mesterskab i 1959. OL 1960 i Rom var MacKinnons sidste mål i otteren. Her blev det til sejr i Canadas indledende heat og dermed kvalifikation til finalen, hvor de dog ikke kunne følge med den tyske båd, der vandt med over fire sekunder til canadierne, der fik sølv, mere end tre sekunder foran Tjekkoslovakiet på tredjepladsen. Sølvmedaljen var Canadas eneste medalje ved disse olympiske lege.
Han uddannede sig som elektronikingeniør og fik en karriere, der bragte ham op som CEO i firmaet Sutterhill Capital.

## OL-medaljer
- 1956:  Guld i firer uden styrmand
- 1960:  Bronze i otter